# César Cielo Filho
César Augusto Cielo Filho (Santa Bárbara d'Oeste, 10 gennaio 1987) è un nuotatore brasiliano specializzato nelle competizioni di velocità del delfino e dello stile libero.
Cielo è il nuotatore di maggior successo della storia di questo sport in Brasile, avendo vinto tre medaglie olimpiche e sei medaglie d'oro individuali ai campionati mondiali di nuoto. È il primatista del mondo dei 50 m stile libero, record ottenuto nel 2009.

## Carriera
Cielo ha radici italiane: infatti suo padre Cesar ha origini di Sovizzo in Veneto. Alle Olimpiadi del 2008 di Pechino vince la medaglia d'oro nei 50 m sl con tanto di record olimpico a 21"30 e il bronzo nei 100 m sl.
Nel 2009, durante i Mondiali di Roma, diventa primatista mondiale dei 100 metri stile libero in vasca lunga con il tempo di 46"91; record infranto nel 2022 sempre a Roma da Popovici che ha nuotato in 46"86. Ai campionati mondiali di nuoto 2011 vince i 50 m stile libero e i 50 m farfalla. Due anni dopo ripeterà questa doppietta ai mondiali di Barcellona. Nel 2012, ai Giochi della XXX Olimpiade di Londra, ottiene il bronzo sui 50 m stile libero.

## Palmarès

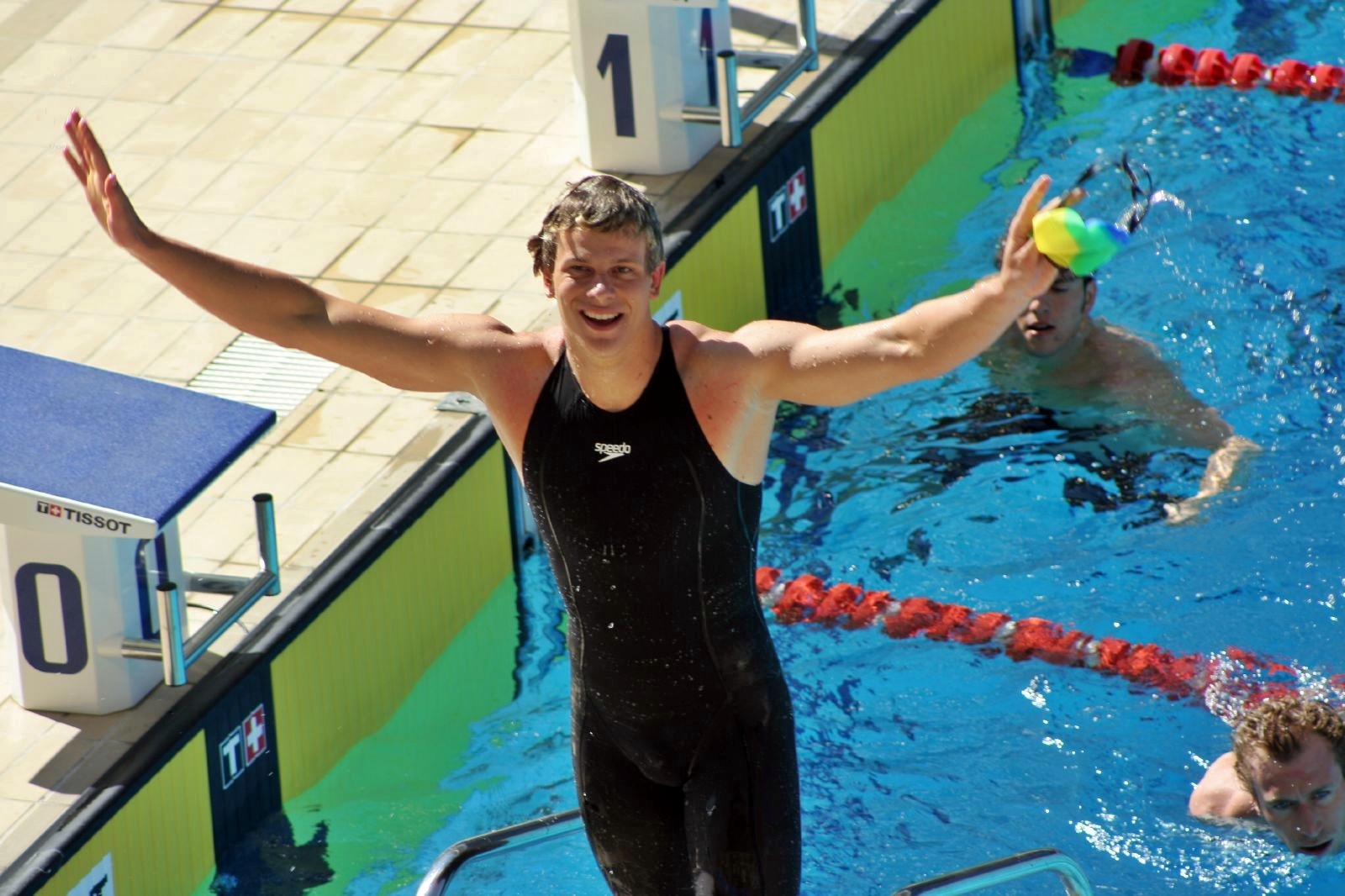
César Cielo Filho festeggia la vittoria.

- Olimpiadi

Pechino 2008: oro nei 50m sl e bronzo nei 100m sl.
Londra 2012: bronzo nei 50m sl.
- Mondiali

Roma 2009: oro nei 50m sl e nei 100m sl.
Shanghai 2011: oro nei 50m sl e nei 50m farfalla.
Barcellona 2013: oro nei 50m farfalla e nei 50m sl.
Budapest 2017: argento nella 4x100m sl.
- Mondiali in vasca corta

Indianapolis 2004: argento nella 4x100m sl.
Dubai 2010: oro nei 50m sl e nei 100m sl, bronzo nella 4x100m sl e nella 4x100m misti.
Doha 2014: oro nei 100m sl, nella 4x50m misti e nella 4x100m misti, bronzo nei 50m sl e nella 4x50m sl mista.
Hangzhou 2018: bronzo nella 4x100m sl e nella 4x50m misti.
- Giochi PanPacifici

Irvine 2010: oro nei 50m farfalla, argento nei 50m sl e bronzo nei 100m sl.
- Giochi panamericani

Rio de Janeiro 2007: oro nei 50m sl, nei 100m sl e nella 4x100m sl e argento nella 4x100m misti.
Guadalajara 2011: oro nei 50m sl, nei 100m sl, nella 4x100m sl e nella 4x100m misti.